# 濱海薩凡納
濱海薩凡納（西班牙語：Savanna-la-Mar）是牙買加的城鎮，也是西摩蘭區的首府，位於該國西南部，由康沃爾郡負責管轄，始建於1730年，主要經濟活動有出產糖類和肉類，2010年人口19,523。

## 歷史
濱海薩凡納最初是作為牙買加西班牙殖民地時期的一個定居點而建立的。
1780年，該地被一場名為「濱海薩凡納」的強大颶風徹底摧毀。後來它被重建，因為該港口對大西洋奴隸貿易和糖貿易都很重要。

## 外部連結
- The fort （页面存档备份，存于）

18°13′N 78°08′W / 18.217°N 78.133°W